# Hansl
Hansl ist ein sowohl männlicher als auch weiblicher Vorname. Hansl ist wie Hansel oder Hans eine Kurzform der Namen Johannes bzw. Johanna. 

## Namensträger
- Hansl Bock (Johanna Bock; 1893–1973), deutsche Malerin
- Hansl Krönauer (1932–2011), deutscher Komponist und Sänger
- Hansl Schmid (Johann Schmid; 1897–1987), österreichischer Wienerliedsänger

Als Nachname: 
- Franz Hansl (1897–1942), österreichischer Fußball-Nationalspieler